# Volo Aero Trasporti Italiani 327
Il volo Aero Trasporti Italiani BM 327 era un volo di linea tra Napoli-Capodichino e Brindisi-Casale con scalo all'aeroporto di Bari-Palese, operato dalla compagnia aerea italiana ATI Aero Trasporti Italiani, con un Fokker F27-200, marche I-ATIR (c/n 10301, costruito nel 1966, aveva 17420 ore e 23337 cicli al momento dell'incidente), che il 30 ottobre 1972, alle ore 20.40 CET circa, precipitò su una collina nella campagna tra Corato, Ruvo di Puglia e Poggiorsini, in provincia di Bari, causando 27 vittime: 3 membri dell'equipaggio e 24 passeggeri.

## Passeggeri ed equipaggio
Tutte le persone a bordo sono morte nell'impatto:
1. Bruno Cappellini, 32 anni, secondo pilota
2. Giuseppe Cardone, 34 anni, comandante
3. Antonio Di Bella, 28 anni, ufficiale di rotta
Membri dell'equipaggio fuori servizio
4. Bruno Malevolti, 25 anni
5. Mauro Parlapiano, 25 anni
Passeggeri
6. Ugo Attardi, di Milano
7. Franco Biraghi, di Milano
8. Marino Brugoli, di Molfetta
9. Vittorio Capoccello, 34 anni di San Pancrazio Salentino
10. Roberto Chiurazzi, di Bari
11. Vincenzo Cocozza, di Napoli
12. Anna Colazzo, di Lecce
13. Pasquale De Santis, di Lecce
14. Romano Faraoni, di Bari
15. Aimone Franceschini, di Ferrara
16. Antonio Gardino, di Roma
17. Luigi Iannacci, 30 anni, di Napoli
18. Suor Maria Natalina Macchia, di Catania
19. Lia Martino Raia, di Napoli
20. Giacoma Mazzeo, 24 anni, di Trapani
21. Franco Meetti, di Firenze
22. Maria Sofia Merico De Santis, di Lecce
23. Adolfo Orsini, 40 anni, di Bari
24. Donato Palermino, di Bari
25. Paolo Peloni, di Livorno
26. Giorgio Renga, di Perugia
27. Suor Anna Suglia, di Catania

## L'incidente
L'aereo era decollato da Napoli alle 20.00, con circa 20 minuti di ritardo sull'orario prestabilito. A bordo, oltre ai tre membri dell'equipaggio, si erano imbarcati 22 passeggeri e 2 tecnici di volo dell'ATI fuori servizio. Il volo era proseguito regolarmente fino a circa 50 km dall'aeroporto di Bari quando il Comandante Cardone comunicò via radio di essere in vista della pista di atterraggio, poi lo schianto.

## Le indagini
I tecnici dell'ATI che presero parte alla commissione d'inchiesta, dichiararono che l'aereo aveva "spanciato" sul terreno ad oltre 400 km/h, provocando l'apertura della parte sottostante della fusoliera che, nella scivolata sulla pietraia, si era svuotata di tutto ciò che conteneva.
La comunicazione del pilota in cui affermava che si preparava all'atterraggio a vista (l'aeroporto all'epoca non era infatti dotato delle apparecchiature radar per un controllo del traffico né del sistema di atterraggio strumentale di precisione ILS) e l'altimetro dell'aereo, che fu ritrovato tra i resti indicante 1 450 ft, circa 442 m, l'altezza del luogo dello schianto, fecero ipotizzare un errore dei piloti.

Il comandante Giuseppe Cardone
Una fase delle indagini

## Presunti misteri
Le cause dell'incidente furono oggetto di varie ipotesi, tra le quali anche quella che riconduce il motivo della caduta al malfunzionamento del VOR a bordo dell'aereo per causa della presunta esistenza di forze magnetiche anomale nella zona. Tuttavia le prove eseguite da un gruppo di membri del CICAP e pubblicate su Query, hanno dimostrato l'infondatezza delle ipotesi riguardanti l'esistenza di anomalie particolari nel campo magnetico terrestre nella zona teatro del disastro.